# Parc Jouvet
Le parc Jouvet est un jardin botanique public de 7 hectares (72 500 m2) situé sur la commune de Valence, aux abords du Rhône, sous l'esplanade du Champ de Mars, à l'aplomb du château de Crussol et des monts du Vivarais. Véritable poumon vert du centre-ville, le parc porte le nom de Théodore Jouvet (1837-1905), le généreux donateur qui a offert à la ville de Valence la somme nécessaire à l'achat du terrain.

## Présentation

### Histoire

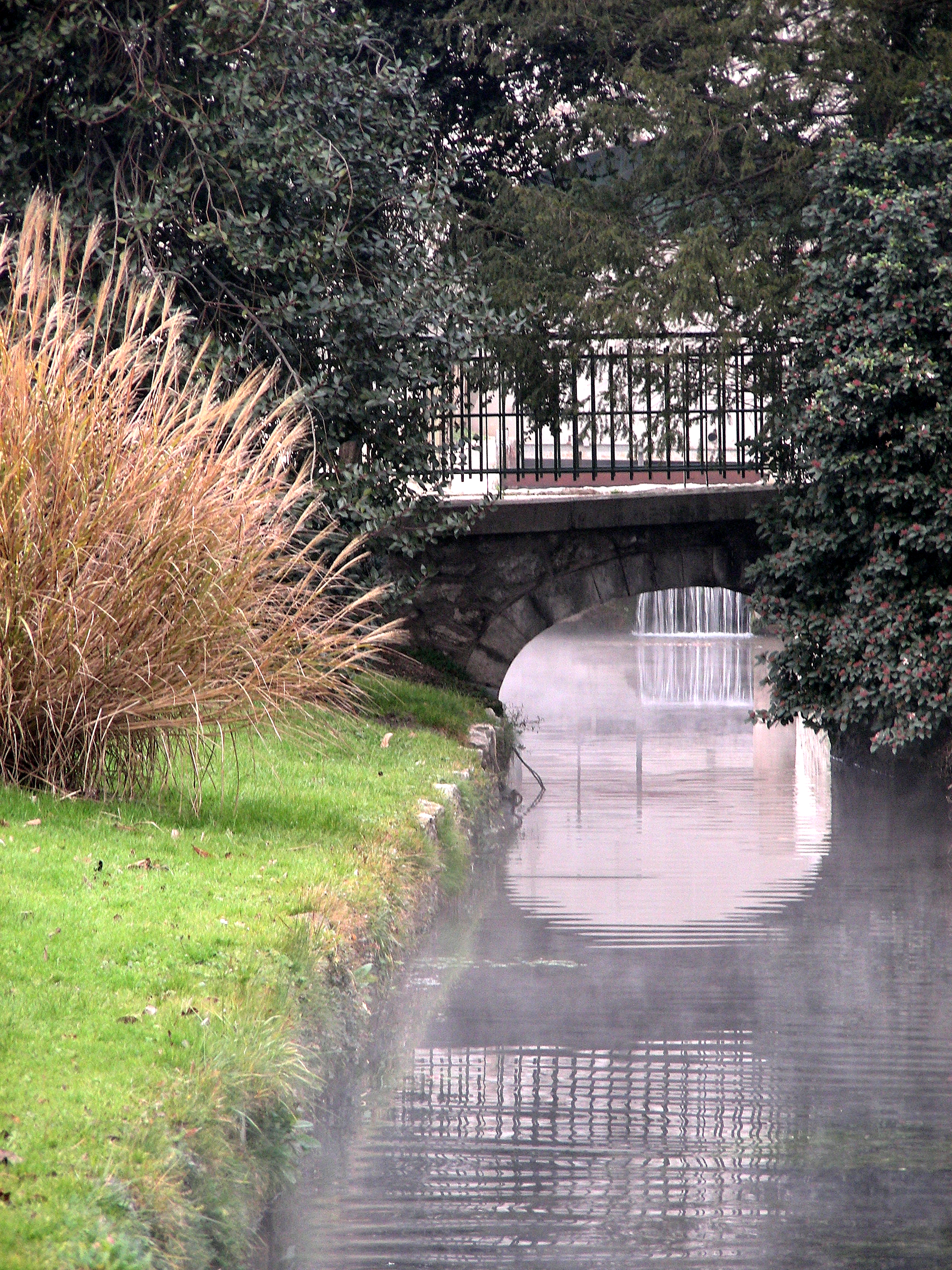
Petit pont dans le parc traversant l'Épervière.

Au XIXe siècle, en lieu et place du parc Jouvet se trouvaient les terrains de la Robine (du nom de la source d'eau les traversant), entre le Champ de Mars et le Rhône. Différents projets prévoyaient alors de raser ce qui fut d'abord une prairie puis des petits jardins, afin d'y construire, au milieu du XIXe siècle, une gare ferroviaire, puis un lotissement et enfin un lycée. À la fin du même siècle, les propriétaires décidèrent de vendre leur parcelle de 6,5 ha. Le 20 décembre 1900, le conseil municipal décide d'acheter les terrains motivé par le besoin d'espaces verts et de sauvegarde du panorama sur le Rhône et le Vivarais.
Ce n'est qu'en 1902 que les terres furent achetées, après que Théodore Jouvet (1837-1905), négociant en vins de Bordeaux, eut fait un don à la ville de Valence pour l'acquisition du terrain et la réalisation d'un parc. 
Au début de la même année est lancé un concours national visant la conception du parc. Ce ne seront pas moins de quatorze propositions qui sont déposées auprès de la mairie dont certaines émanant d'architectes-paysagistes de renommée internationale, tel Jules Vacherot, colauréat d'Édouard Redont de Reims, le troisième prix revenant à Eugène Touret de Paris. 
Étant donné le fort coût des différents projets, la réalisation du parc est confiée à Alphonse Clerc, directeur des Ponts et Chaussées de la Drôme, et à l'architecte-paysagiste Henry Martinet. Ceux-ci  reprennent les projets primés lors concours, afin de réaliser un nouveau plan d'exécution. La construction est déléguée à l'entreprise Henri Nivet de Limoges, pour ne débuter que le 15 juillet 1903.
Deux ans après, le 13 août 1905, le président de la République Émile Loubet, drômois d'origine, inaugure ce qui est le premier parc public de Valence, ainsi que le pont de pierre traversant le Rhône, conçu par Alphonse Clerc, et qui est maintenant disparu.
A la même date, il inaugure le collège de garçons qui, par suite, deviendra le lycée portant aujourd'hui son nom.
À la suite de l'événement, seront faits des aménagements complémentaires, tel le pavillon du gardien (1908) par l'architecte Louis Brunel, l'orangerie et les serres hollandaises (1914), l'enclos des daims, et la volière. Lors de la construction de la balustrade, sous le perron du champ de Mars,  prend fin le gros œuvre. Ce n’est qu’en 1926 qu’est posée la clôture en fer forgé et en treillis. Les bombardements des bâtiments industriels en 1944, du côté Rhône, permettent au parc de s'agrandir, et  ainsi de laisser place aux courts de tennis. 
En 2000 est créée la Porte du Rhône, au carrefour des avenues de Provence et de la Comète. Les années suivantes la roseraie (2005), l'aire de jeux, et l'ensemble botanique et zoologique du parc (étiquetage), sont renouvelés. À l'emplacement des bains Veyrier sont mises en place des terrasses plantées, comportant divers végétaux.
En 2006 est créée la nouvelle volière, œuvre de l'architecte Patrick Breyton.
La même année le parc Jouvet se voit décerner le label national « jardin remarquable » par le ministère de la Culture pour « son intérêt historique et botanique qui avait justifié son inscription au titre des sites, et la vue magnifique qu'il offre sur les monts du Vivarais [...] ainsi que pour sa composition qui associe des styles paysager et régulier, par sa statuaire et par la qualité de ses essences ».

### Maison du gardien

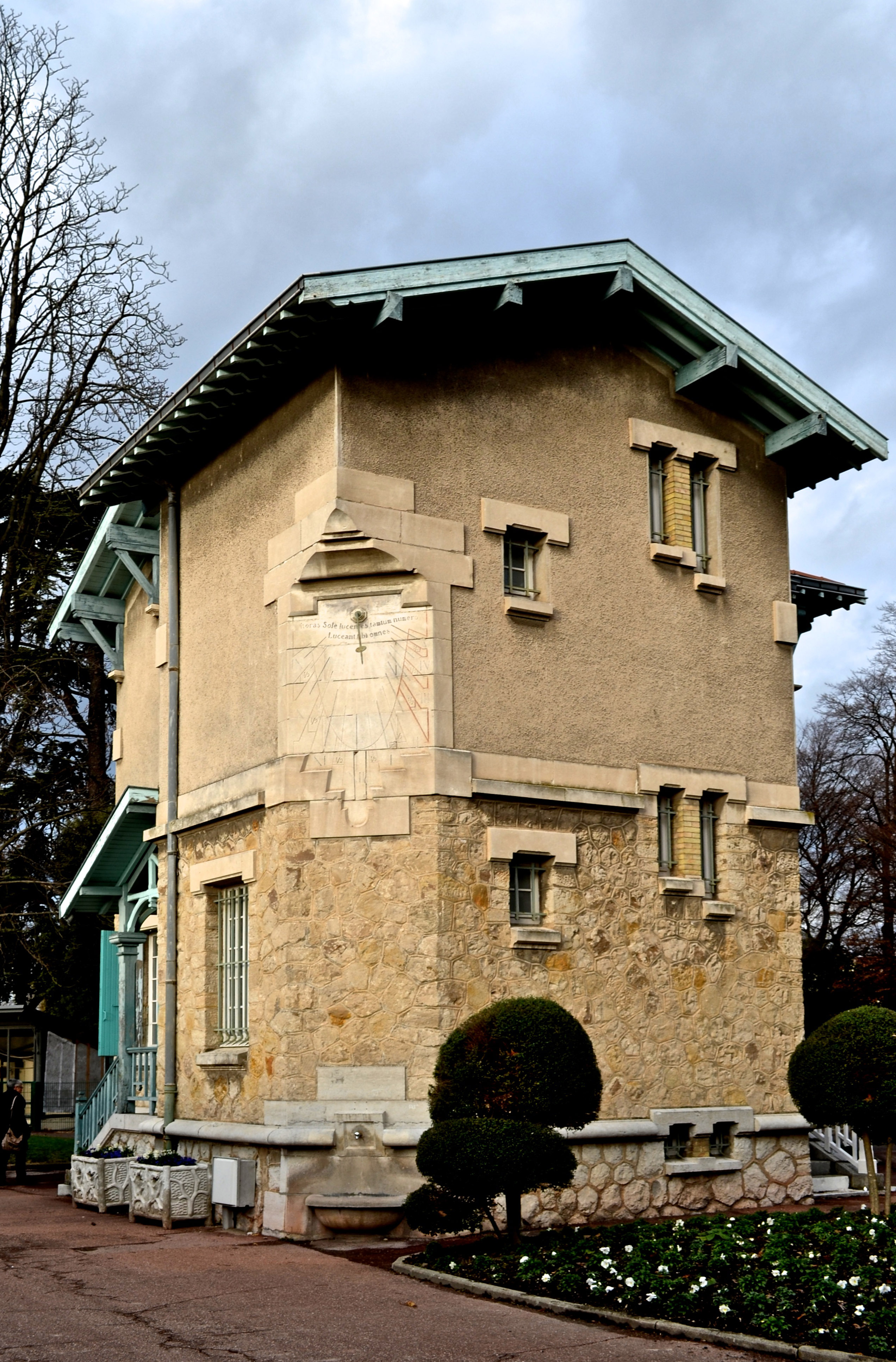
La maison du gardien.

La résidence du gardien fut construite en 1908, par l’architecte Louis Brunel, en partie basse du parc. C’est un petit pavillon de style éclectique, à un étage sur un rez-de-chaussée surélevé. Il est orné d’un cadran solaire sur le pan coupé de l’angle sud. Inhabité depuis longtemps, il a été reconverti en 2013 en espace d’expositions temporaires.

### Style
Le parc Jouvet est un jardin botanique d'un style composite entre le jardin français auquel s'associe le jardin anglais.

### Botanique
Le parc jouvet se compose de différentes sortes d'arbres, dont des arbres remarquables, des arbres d'alignement et des arbustes. Les arbres remarquables incluent le hêtre à feuilles de fougère, le hêtre pourpre, des cèdres bleus, des magnolias à grandes fleurs, des micocouliers, des ginkgos, des cyprès chauve, des marronniers à fleurs doubles, des tulipiers de Virginie et des ormes de Sibérie. Pour les arbres d'alignement, il comprend des platanes à feuilles d'érable. Pour les arbustes, des lagerstroëmias (lilas des Indes).
Il abrite environ 800 essences différentes :
- arbres : cèdre, cyprès chauve, ginkgo biloba, hêtre, lilas des Indes, marronnier à fleurs doubles, micocoulier, orme de Sibérie, platane, sapin, tilleul, tulipier
- arbustes : if
- autres : magnolia, saule

### Statuaire

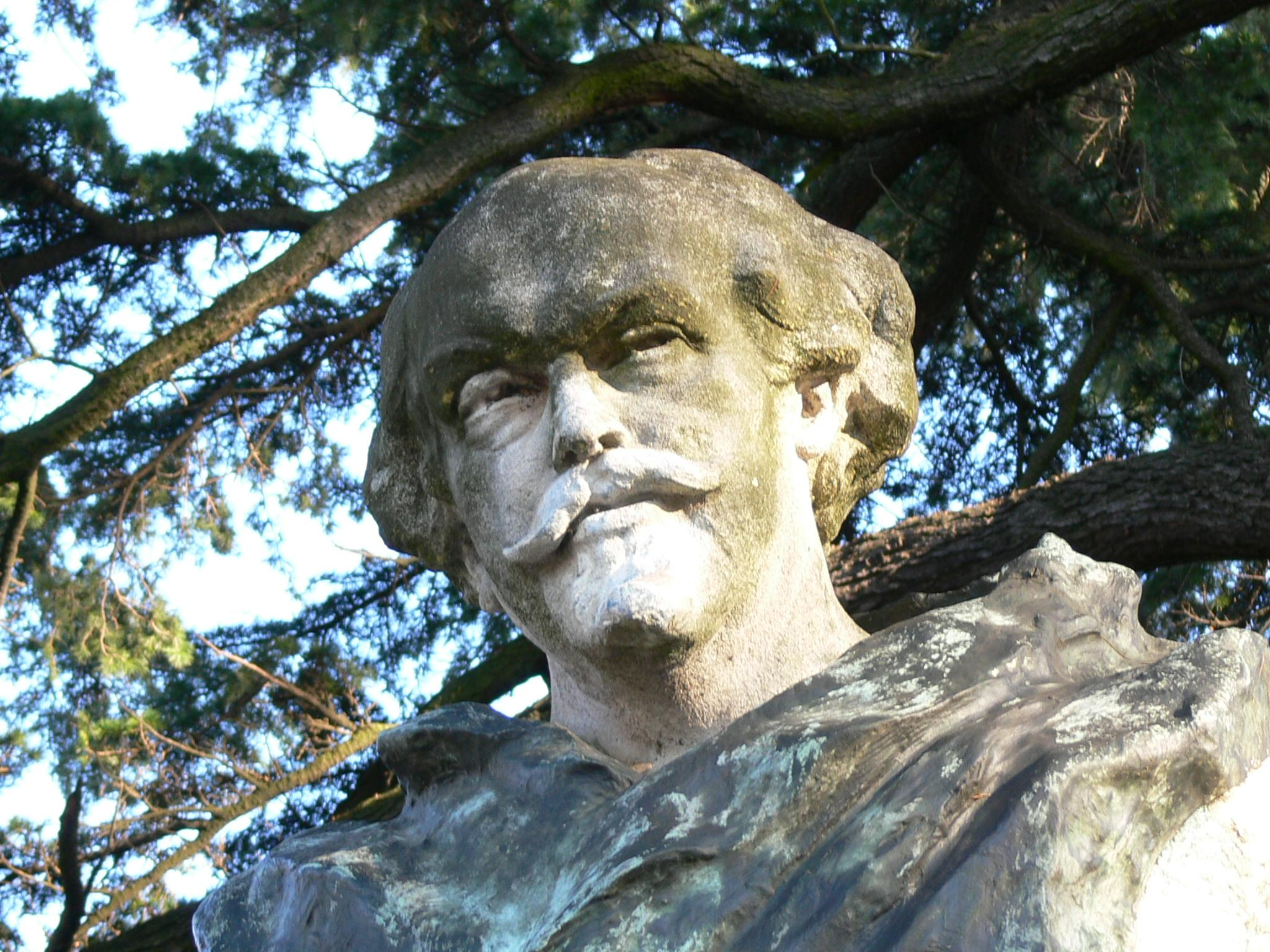
Statue du Librettiste Louis Gallet, par Injalbert (1901).

Le parc Jouvet possède une statuaire relatant les faits marquants de la ville, ou honorant ses hommes d'importance, érigée à travers toute son histoire. On retrouve les œuvres de différents sculpteurs ou architectes de renommée notable :
- Le monument du librettiste Louis Gallet, par le sculpteur Injalbert en 1901 (auparavant sur le Champ de Mars, elle fut placée sous les cèdres du parc en 1999).
- La stèle Théodore Jouvet, sculptée par Allingry en 1909
- Le groupe sculpté Amour et Servitude, de Marcel-Jacques en 1912
- Le monument aux morts pour la Patrie (1914-1918), par l'architecte Henri Joulie et le sculpteur Gaston Dintrat en 1929
- Le bas-relief dédié au cuisinier Jacques Pic (sur le perron), de Jacques Clerc

### Autres intérêts
- une animalerie
- un petit train
- une roseraie.
- Dans l'escalier principal, côté sud (escalier de droite quand on monte), certaines marches ont un aspect « usé » (5, 6, 7 par exemple ; et d'autres plus haut). Ces marches ne sont pas usées plus que les autres, mais leur surface contient de nombreuses ammonites, beaucoup de moins de 10 cm, la plus grosse atteint 20 cm (partie supérieure).

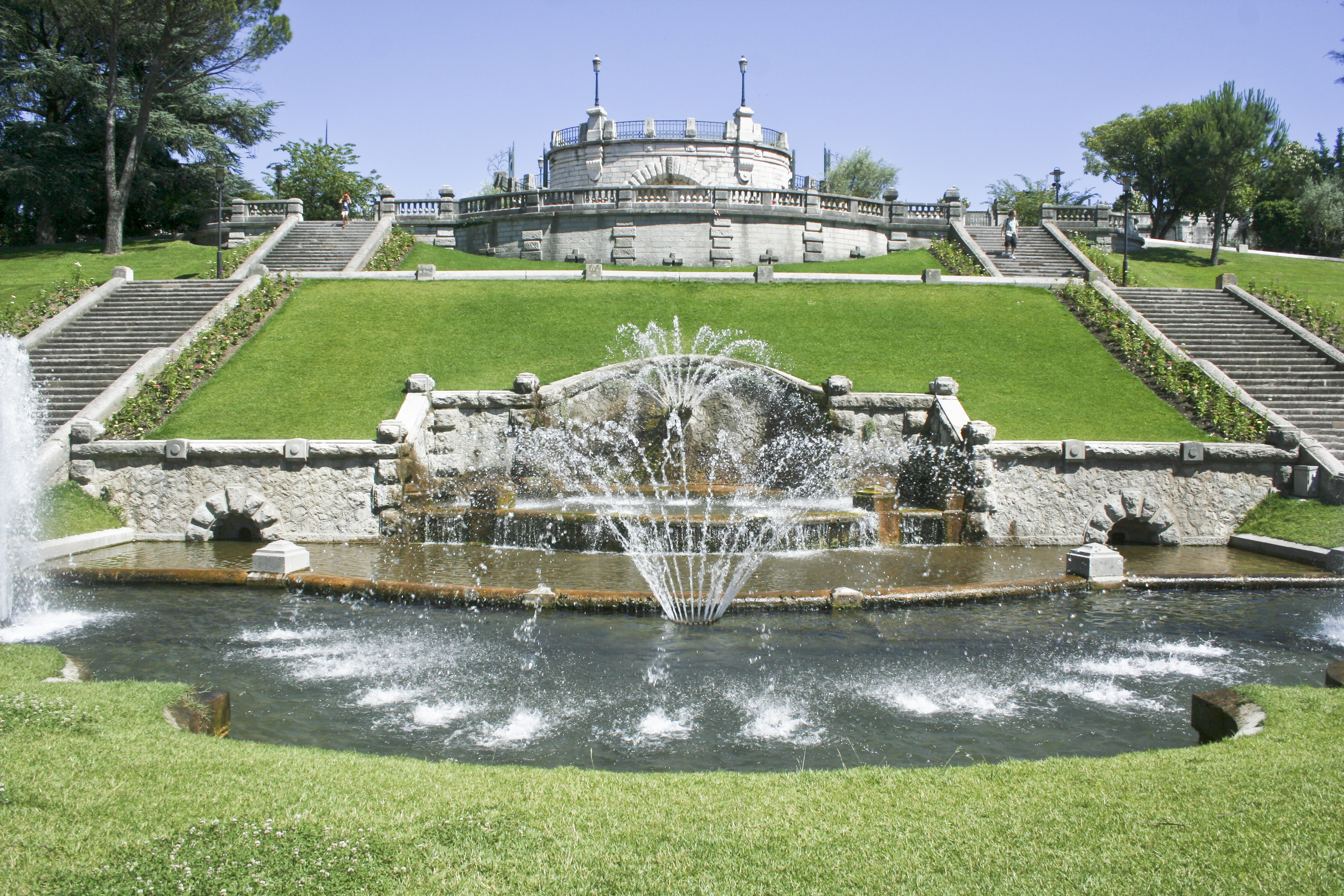
Escalier monumental, côté Champ de Mars